# Vindbräckastenen
Vindbräckastenen eller Vinbräckastenen är en rest sten eller bautasten i Brastads socken i Lysekils kommun i Bohuslän. Den är 7,86 meter hög och därmed Skandinaviens högsta bautasten. Den kan sannolikt dateras till järnåldern. Bautastenen var tidigare omkullfallen och delad i två delar. Men den 3 november 1972 reparerades och restes stenen av Stångenäs hembygdsförening. Platsen är högt upp på en klippa vid Brofjordens sydöstra strand i Vindbräcka, Holländaröd på Stångenäset. Själva stenen kallas Vinbräckastenen (utan "d") i den lokala dialekten.
Stenen står i en cirkulär stenpackning av rundade stenar och 6,5 meter av den är synlig ovan jord. Platsen för stenen är numera mitt i ett villaområde skyddad av en liten träddunge och syns inte på håll, men när den restes var den väl synlig från stora delar av Brofjorden och trakten däromkring.
Vindbräckastenen är en fornlämning under kategorin grav- och boplatsområde. Fornlämningen omfattar även en husgrund och två stensättningar.

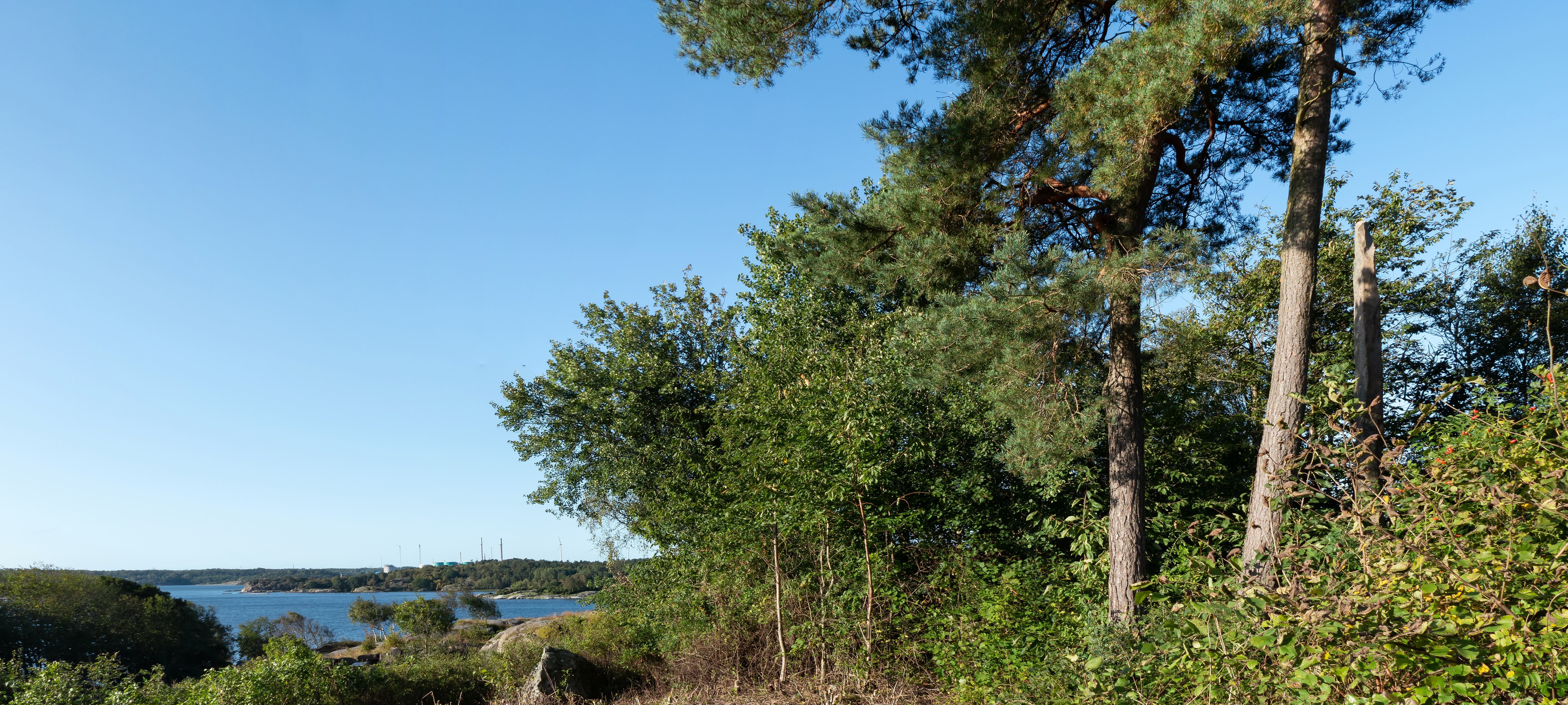
Brofjorden med Preemraffs oljeraffinaderi i bakgrunden och Vindbräckastenen till höger.